# Reichsleiter für die Presse
De Reichsleiter für die Presse was verantwoordelijk voor de Gleichschaltung van onder andere de Duitse journalistiek en tijdschriftenhandel gedurende het Naziregime. Max Amann was gedurende het bestaan van de functie Reichsleiter. Otto Dietrich was zijn rechterhand en was bovendien verantwoordelijk voor de Reichspressekammer, deel van de Duitse Reichskulturkammer.

## Oprichting en functie
Max Amann kende de Führer al zeer lang: hij was soldaat in de Eerste Wereldoorlog en korporaal Hitler was zijn commandant. Hij was niet alleen een persoonlijke vriend en vertrouweling van de Reichskanzler und Führer, maar ook één van diens eerste volgelingen. Amann kreeg als Reichsleiter de taak om alle Duitse uitgeverijen en hun bezittingen te verenigen onder de Münchense Franz-Eher-Verlag, de centrale uitgeverij van de nazipartij. Later kreeg de Reichsleitung für die Presse de taak om toezicht te houden op het hele Duitse perswezen, dus ook op Frans-Eher-Verlag en andere nog bestaande uitgeverijen.

## Geschiedenis
Als een van de 18 Reichsleiter bekleedde Amann een van de hoogste partijposities en was daarom direct ondergeschikt aan Hitler, eventueel via de Führerkanzlei. Het geheel van alle 18 Reichsleiter vormde de Reichsleitung der NSDAP.
Als Reichspersleiter had Amann verschillende taken, die hij uitvoerde in overeenstemming met een bevel van de Reichsperskammer van 24 april 1935. Het decreet werd uitgevaardigd op basis van artikel 25 van de Eerste verordening ter uitvoering van de Rijkscultuurkamerwet van 1 november 1933. Amanns taken als Reichsleiter omvatten onder meer het toezicht houden op het geheel van uitgeverijen. Uitgevers werden door hem naar believen toegelaten of onteigend. Eher-Verlag trad doorgaans op als bieder voor uitgevers die te koop stonden. Via hem groeide de Völkischer Beobachter uit tot de belangrijkste krant van de NSDAP.
In overeenstemming met zijn bevel uit 1935 had de Rijksleider voor de Pers de mogelijkheid krantenuitgevers te sluiten om ongezonde concurrentieomstandigheden uit te sluiten. Vanaf 1939 had de Reichsleiter ook de mogelijkheid om ongewenste uitgevers te straffen door hun krant terug te trekken vanwege de oorlogssituatie, wat neerkwam op sluiting ervan.
Als Reichsleiter had Amann, ondanks de redacteurswet van Goebbels (die feitelijk boven Amann stond), aanzienlijke invloed op de personeelsbezetting van de grote krantenredacties. Vaak ontstonden er echter spanningen vanwege de overlapping van hun verantwoordelijkheden tussen hem en Goebbels, die Reichsminister was en voorzitter van de hogere Reichscultuurkamer en daarmee de baas van Amann. Omdat hij hoofd was van uitgeverij Eher en daarmee de belangrijkste uitgever van Goebbels' boeken, ontstond er een afhankelijkheid tussen de twee Rijksleiders.
Amann bleef tot het einde van de Tweede Wereldoorlog Reichspersleiter. Met Wet nr. 2 van de Geallieerde Controleraad van 10 oktober 1945 werd de organisatie als onderdeel van de NSDAP verboden door de nieuwe machthebbers. Alle eigendommen van de Reichsleitung für die Presse werden geconfisqueerd.